# Robert Buckley
Pour les articles homonymes, voir Buckley (homonymie).
Robert Buckley est un acteur américain né le 2 mai 1981 à Claremont en Californie. Il est principalement connu pour avoir interprété le rôle de Clay Evans dans la série Les Frères Scott.

## Biographie
Robert Buckley est originaire de Claremont en Californie. Il a étudié l'économie à l'Université de Californie à San Diego. Après avoir décroché son diplôme et travaillé comme consultant économique, il décide de devenir acteur.

### Vie privée
En 2007, il a été en couple avec Lindsay Price. En 2009 c'est avec JoAnna Garcia Swisher et Whitney Port qu'il a été en couple.
Il est proche de l'actrice Shantel VanSanten, rencontrée sur le tournage de la série Les Frères Scott en 2009.
En 2016, il a eu une brève relation avec l'actrice et chanteuse Lea Michele,.
En avril 2018, il a épousé sa petite amie de longue date, l'actrice Jenny Wade.

## Carrière
Robert Buckley commence sa carrière en jouant dans des publicités. Il se fait ensuite connaître en jouant dans les séries télévisées Fashion House et American Heiress.
En 2008, il se fait découvrir dans Lipstick Jungle : Les Reines de Manhattan, dans le rôle de Kirby Atwood. Il obtient également son premier rôle au cinéma dans Killer Movie de Jeff Fisher.
À partir de 2009, il rejoint le casting de la série Les Frères Scott, dans le rôle de Clay Evans et ce jusqu'à la fin du programme, en 2012.
En 2011, il est à l'affiche du film Cavale aux portes de l'enfer aux côtés de son partenaire dans Les Frères Scott, James Lafferty.
De 2012 à 2013, il a joué le rôle de Brian Leonard dans la série fantastique 666 Park Avenue avec Rachael Taylor, mais la série est annulée à la suite des mauvaises audiences. Il apparaît ensuite dans deux épisodes d'Hart of Dixie.
En 2014, il est présent au casting de la série Play It Again, Dick.
Entre 2015 et 2019, il fait partie de la distribution principale de la série fantastique iZombie. La série s'achève après cinq saisons en 2019.
En 2017, il rejoint les séries Dimension 404 et Powerless, le temps d'un épisode.
Le 15 avril 2021, Robert Buckley rejoint la série Chesapeake Shores à partir de la saison 5 aux côtés de Meghan Ory, Treat Williams, Emilie Ullerup, Laci J. Mailey, Barbara Niven. La série est diffusée depuis le 14 août 2016 sur Hallmark Channel aux États-Unis.

## Filmographie

### Cinéma
- 2008 : Killer Movie de Jeff Fisher : Nik
- 2011 : Cavale aux portes de l'enfer (The Legend of Hell's Gate : An American Conspiracy) de Tanner Beard : Bacas Mitchell

### Courts métrages
- 2006 : Capturing Q de LeAnna DeBaptiste Hallman : Dillon
- 2007 : Archer House de Dina Gachman : Lance
- 2011 : Z de Jared Drake : Wyatt

### Télévision

#### Séries télévisées
- 2006 : Fashion House : Michael Bauer
- 2007 : Ghost Whisperer : Brandon Bishop
- 2008 - 2009 : Les Reines de Manhattan (Lipstick Jungle) : Kirby Atwood
- 2009 : Privileged : David Besser
- 2009 - 2012 : Les Frères Scott : Clay Evans
- 2012 - 2013 : 666 Park Avenue : Brian Leonard
- 2013 - 2014 : Hart of Dixie : Peter
- 2014 : Play It Again, Dick : Gaston
- 2015 - 2019 : iZombie : Major Lilywhite
- 2017 : Powerless : Dan
- 2017 : Dimension 404 : Adam
- 2021 - 2022 : Chesapeake Shores : Evan Kinkaid [5]

#### Téléfilms
- 2008 : Flirt à Hawaï (Flirting with Forty) de Mikael Salomon : Kyle Hamilton
- 2018 : La Proposition de Noël (The Christmas Contract) de Monika Mitchell : Jack Friedman
- 2020 : Coup de foudre en direct (Love in Store) de Paul Ziller : David Crabtree
- 2020 : Noël chez les Mitchell ! (The Christmas House) de Michael Grossman : Mike Mitchell
- 2021 : Duel à Noël chez les Mitchell (The Christmas House 2 : Deck Those Halls) de Rich Newey : Mike Mitchell